# Farmacología clásica

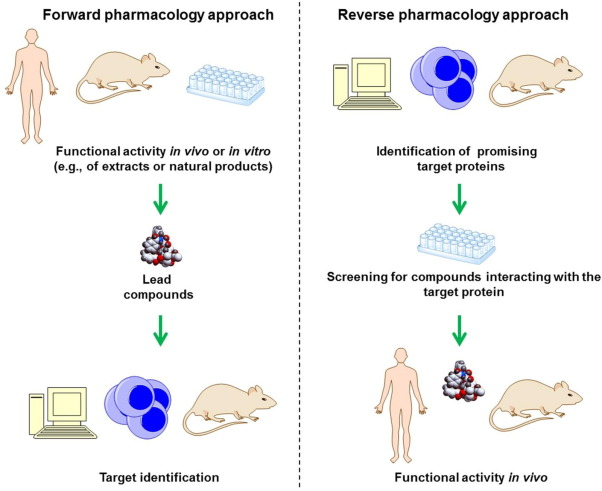
Avances farmacológicos (clásicos) e inversos en el descubrimiento de fármacos

En el campo del descubrimiento de fármacos, la farmacología clásica, también conocida como farmacología avanzada, o descubrimiento de fármacos fenotípicos (PDD), basa en la detección fenotípica (detección en células intactas o en organismos multicelulares) de bibliotecas químicas de pequeñas moléculas sintéticas, productos naturales o extractos para identificar sustancias que tienen un efecto terapéutico deseable. El uso de las técnicas de química médica, la potencia, la selectividad y otras propiedades de estos éxitos de detección se optimizan para producir fármacos candidatos. 

## Antecedentes históricos
La farmacología clásica ha sido tradicionalmente la base para el descubrimiento de nuevos fármacos. Los compuestos se examinan en modelos celulares o animales de enfermedades para identificar compuestos que causan un cambio deseable en el fenotipo. Solo después de que se han descubierto los compuestos, se hace un esfuerzo para determinar el objetivo biológico de los compuestos. Más recientemente, se ha vuelto popular desarrollar una hipótesis de que un determinado objetivo biológico es la modificación de la enfermedad y la detección de compuestos que modulan la actividad de este objetivo purificado. Luego, estos compuestos se prueban en animales para ver si tienen el efecto deseado. Este enfoque se conoce como " farmacología inversa "  o "descubrimiento de fármacos basado en el objetivo" (TDD). Sin embargo, un análisis estadístico reciente revela que un número desproporcionado de medicamentos de primera clase con nuevos mecanismos de acción provienen de la detección fenotípica que ha provocado un resurgimiento del interés en este método.

## Similitud con la farmacognosia
Farmacognosia, la investigación de la botánica utilizada en las tradiciones médicas indígenas es esencialmente una farmacología clásica. La farmacognosia y la farmacología clásica a menudo se contrastan con la farmacología inversa, es decir, trabajan desde el objetivo hacia atrás para identificar nuevos medicamentos que comienzan con la selección de bibliotecas de compuestos por afinidad para un objetivo particular. En farmacognosia, las medicinas populares se prueban primero en ensayos clínicos para determinar su eficacia. Solo después de que se ha establecido la eficacia, se realiza un esfuerzo para determinar el objetivo biológico del fármaco. 

## Aplicación a las drogas ayurvédicas
La farmacología clásica es uno de los enfoques utilizados para los ensayos clínicos con medicamentos ayurvédicos. En este enfoque, una medicina popular (p. ej., Ayurveda) que ya ha estado en uso durante muchos años y tiene evidencia anecdótica de eficacia para el tratamiento de una enfermedad (y también se presume que es segura) se prueba para determinar su eficacia en una clínica juicio. Este método ha sido descrito de manera algo confusa como "farmacología inversa" por el Dr. Ashok Vaidya. 
Se afirma que el conocimiento del Ayurveda permite a los investigadores de drogas comenzar a partir de material botánico seguro y probado en el tiempo. El mejor ejemplo de bioprospección utilizando el conocimiento tradicional es la reserpina, el alcaloide antihipertensivo de Rauwolfia serpentina, que se hizo disponible como resultado del trabajo realizado por CIBA en la India en estrecha colaboración con expertos en Ayurveda. El curso normal de descubrimiento de fármacos de "laboratorio a clínicas" en este caso en realidad se convierte en "clínicas a laboratorios".